# Luca Egloff
Luca Egloff (6 giugno 1995) è un ex saltatore con gli sci svizzero.

## Biografia
Attivo in gare FIS dal marzo del 2008, Egloff ha esordito in Coppa del Mondo il 23 novembre 2014 a Klingenthal (49º) e ai Campionati mondiali a Falun 2015, dove è stato 42º nel trampolino normale e 44º nel trampolino lungo; ai Mondiali di Seefeld in Tirol 2019 si è classificato 36º nel trampolino normale, 38º nel trampolino lungo e 7º nella gara a squadre.

### Coppa del Mondo
- Miglior piazzamento in classifica generale: 66º nel 2016